# Ida Noddack
Ida Noddack, nascuda Ida Eva Tacke, i citada en alguns casos com Ida Noddack-Tacke (Wesel, 25 de febrer de 1896 - Bad Neuenahr-Ahrweiler, 29 d'octubre de 1978), fou una química i física alemanya.
Fou la primera a mencionar la idea de la fissió nuclear el 1934, partint d'una anàlisi crítica dels experiments d'Enrico Fermi, el qual pensava d'haver produït elements. Noddack va expressar la possibilitat que els elements produïts s'haguessen produït degut al trencament del nucli en fragments molt més lleugers.
Va descobrir l'element nombre 75: el reni, treballant conjuntament amb el seu futur marit Walter Noddack, i amb Otto Berg l'any 1925.
Aquest descobriment fou anunciat conjuntament amb el descobriment de l'element nombre 43, anomenat masuri pel mateix equip investigador, tot i que no fou possible la reproducció d'aquests experiments en aquella època i que fou reconegut més tard a un equip de científics Sicilià. Recentment s'ha demostrat la factibilitat del descobriment d'aquest element per part d'Ida Tacke i els seus companys científics. En el moment d'aquestos descobriments, encara quedaven per descobrir els elements de nombre atòmic 61, 85 i 87.

## Fissió nuclear
Ida Noddack va criticar amb encert la interpretació química que va fer Enrico Fermi dels seus experiments de 1934 sobre bombardeig de neutrons, en la qual aquest postulava que podrien haver estat produïts els elements transuránids, i que va ser àmpliament acceptada durant alguns anys. En el seu article, "Sobre l'element 93", Noddack va suggerir altres possibilitats, centrant-se en el fracàs de Fermi en eliminar tots els elements químics més lleugers que l'urani de les seves proves, i no només fins al plom. L'article és avui considerat d'importància històrica no només perquè va assenyalar encertadament l'error en la interpretació química de Fermi, sinó perquè va suggerir la possibilitat que "és concebible que el nucli es trenqui en diversos fragments grans que serien, per descomptat, isòtops d'elements coneguts però no serien veïns de l'element irradiat ". D'aquesta manera es presagiava el que seria conegut anys més tard com la fissió nuclear. No obstant això Noddack no va oferir cap base teòrica d'aquesta possibilitat, que desafiava la comprensió de l'època, i el seu suggeriment que el nucli es trenca en diversos fragments de grans dimensions no és el que ocorre en la fissió nuclear. Per això, l'article no va ser molt tingut en compte.
Experiments posteriors seguint una línia similar a la de Fermi van ser portats a terme el 1938 per Irène Joliot-Curie i Pavle Savic, plantejant el que es va anomenar "dificultats d'interpretació", ja que l'element transuránic suposadament obtingut posseïa les propietats de les terres rares en comptes de les dels elements adjacents.
Finalment, el 1939, Otto Hahn i Fritz Strassmann, en consulta amb la seva antiga col·lega Lise Meitner (que havia estat obligada a fugir d'Alemanya) va aportar la prova química que els suposats elements transuránids eren isòtops del bari. Es va mantenir la interpretació de Meitner i el seu nebot Otto Frisch, utilitzant la hipòtesi de la gota líquida de Niels Bohr i Fritz Kalckar (proposada per primera vegada per George Gamow el 1935), que proporcionava un model teòric i una demostració matemàtica del que van anomenar la fissió nuclear. Frisch també va comprovar experimentalment la reacció nuclear de fissió per mitjà d'una cambra de boira, el que confirmava l'alliberament d'energia.

## Descobriment del reni i el tecneci
Ida Noddack i el seu marit van buscar els elements encara desconeguts de nombre atòmic 43 i 75 a la Physikalisch - Technische Reichsanstalt. El 1925 van publicar un document (Zwei neue Elemente der Mangangruppe, Chemischer Teil), al·legant que ho havien fet, i van anomenar masuri i reni als nous elements. Només va ser confirmat el descobriment del reni. Ells no van ser capaços d'aïllar l'element 43 i els seus resultats no van ser reproduïbles. L'elecció del nom masuri tampoc es va considerar acceptable per motius nacionalistes (feia referència a Masúria, regió de l'antiga Prússia Oriental) i pot haver contribuït a una mala reputació entre els científics de l'època.
L'element 43 va ser produït artificialment i es va aïllar definitivament el 1937 per Emilio Segre i Carlo Perrier en un tros de fulla de molibdè rebutjat d'un ciclotró, el qual havia estat sotmès a desintegració beta. Va ser anomenat tecneci. Cap isòtop del tecneci té una vida mitjana més gran de 4,2 milions d'anys i se suposa que per aquesta causa no es troba a la Terra com un element natural. El 1961, petites quantitats de tecneci van ser produïdes en la pechblenda a partir de la fissió espontània d'àtoms de 238U i van ser descoberts per BT Kenna i PK Kuroda. Sobre la base d'aquest descobriment, el físic belga Pieter Van Assche va realitzar una nova anàlisi de dades per demostrar que el límit de detecció analítica del mètode dels Noddack podria haver estat 1.000 vegades menor que el valor de 10-9 reportat en el seu article, amb la finalitat de mostrar que els Noddack podrien haver estat els primers a trobar quantitats mesurables l'element 43, ja que els minerals que havien analitzat contenien urani. Usant les estimacions de Van Assche sobre la composició dels residus amb els que van treballar els Noddack, el científic del NIST, John T. Armstrong, va simular amb un ordinador l'espectre original de raigs X, i va afirmar que els resultats eren "sorprenentment propers a l'espectre publicat". Gunter Herrmann de la Universitat de Magúncia va examinar els arguments de Van Assche, i va arribar a la conclusió que van ser desenvolupats ad hoc, i portaven a un resultat predeterminat. Segons Kenna i Kuroda, el contingut en 99Tc que s'espera en una pechblenda típica (50% d'urani) és d'uns 10-10 g/kg de mineral. F. Habashi ha assenyalat que no hi havia més del 5% d'urani a les mostres de columbita dels Noddack, i la quantitat present de l'element 43 no podia superar uns 3 × 10-11 mg/kg de mineral. Aquesta baixa quantitat no va poder ser pesada, ni donar línies en l'espectre de raigs X de l'element 43 que poguessin distingir clarament del soroll de fons. L'única manera de detectar la seva presència és mitjançant mesures radioactives, una tècnica que els Noddack no van usar, encara que sí que ho van fer Segrè i Perrier.
Després de les afirmacions de Van Assche i Armstrong es va realitzar una investigació en les obres de Masataka Ogawa que havia fet una reivindicació prèvia a la dels Noddack. El 1908 va afirmar haver aïllat l'element 43, anomenat-lo Nipponium. Usant Fent servir una placa original (no una simulació), Kenji Yoshihara va determinar que Ogawa no havia trobat l'element 43 (Període 5; Grup 7), però sí que hi havia separat amb èxit l'element 75 (Període 6; Grup 7 o reni), anticipant-se als Noddack en 17 anys.

## Distincions
- Fou nominada tres vegades per rebre el Premi Nobel de Química.[23]
- Va rebre la Medalla Scheele el 1934.[24]
- Va rebre la Medalla Liebig el 1931.